# هویشلهایم-کلینگن
هویشلهایم-کلینگن (به آلمانی: Heuchelheim-Klingen) یک شهر در آلمان است که در زودلیشه واینشتراسه واقع شده‌است. هویشلهایم-کلینگن ۹۰۸ نفر جمعیت دارد.